# Kongō-Klasse (1913)
Die Kongō-Klasse (japanisch 金剛型戦艦 Kongō-gata senkan) war eine Klasse von vier Schlachtkreuzern bzw. Schnellen Schlachtschiffen der Kaiserlich Japanischen Marine, die im Ersten und Zweiten Weltkrieg zum Einsatz kamen.

## Geschichte

### Entwurf und Bau

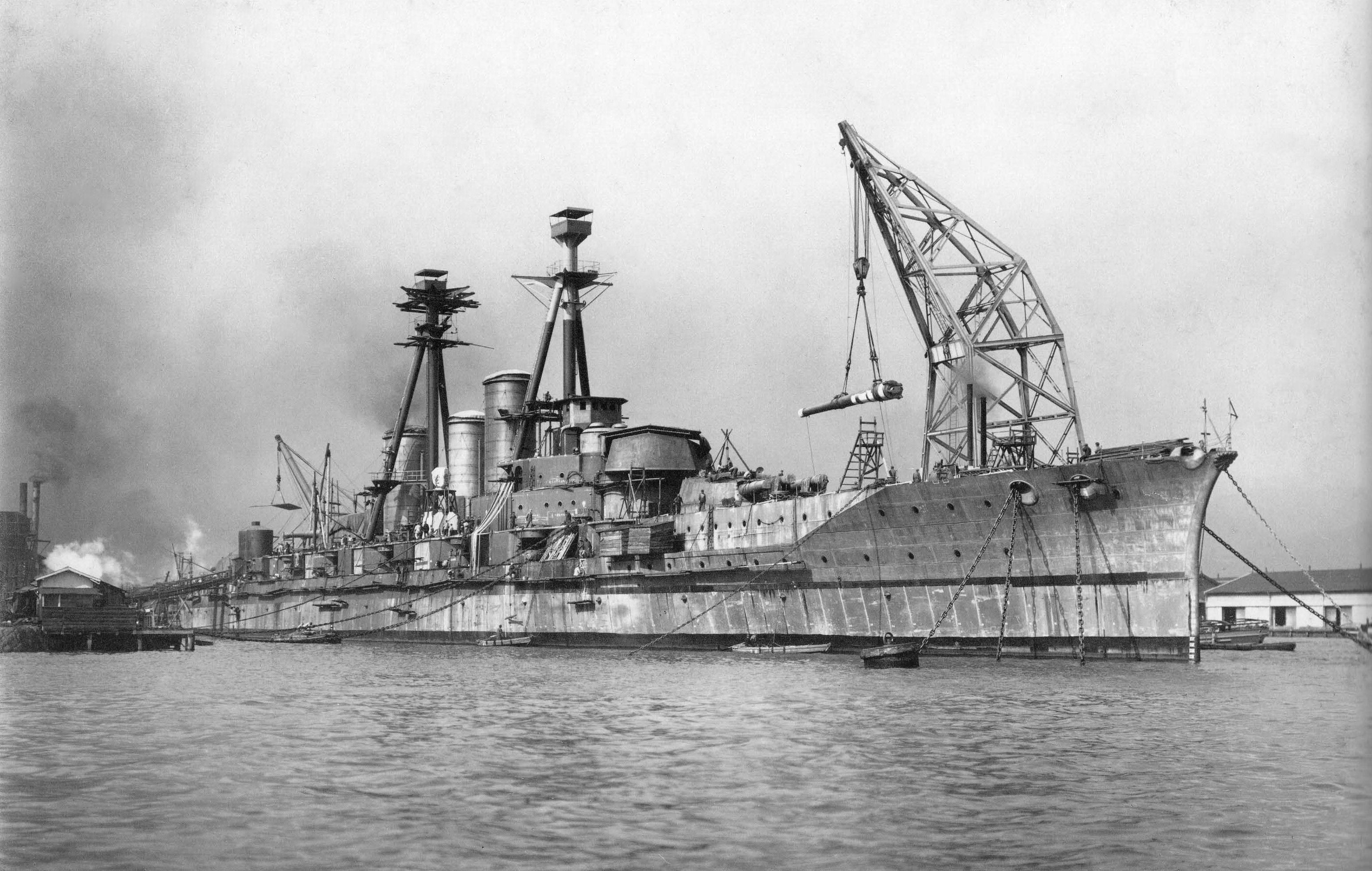
Die Haruna wird 1914 ausgerüstet. Ein 35,6-cm-Geschütz wird von einem Kran an Bord gehoben.

Bei der Reflexion der Seeschlacht bei Tsushima kamen Experten der japanischen Marine zu dem Schluss, dass in künftigen Seeschlachten Schiffe mit stärkerer Panzerung und einheitlicher schwerer Artillerie einen entscheidenden Vorteil gegenüber „altmodisch“ konstruierten Schiffen haben würden. Doch erst 1910 konnten die Mittel bereitgestellt werden, um den Bau eines Schiffes dieser Art anzustreben.
Auf eine Aufgabe diesen Umfangs waren die japanischen Werften jedoch nicht vorbereitet. Ihnen mangelte es an Erfahrung mit Schiffen dieser Größe, die entsprechenden Kapazitäten fehlten ebenfalls. Deswegen wurde beschlossen, ein solches Schiff im Vereinigten Königreich entwickeln zu lassen. Von den britischen Werften versprach man sich bedeutend mehr Fachkenntnis, zumal waren sie um einiges erfahrener, was den Bau neuartiger Großkampfschiffe betraf. In den vergangenen Jahren waren dort nach ähnlichen Grundsätzen die Dreadnought (das erste Schlachtschiff mit Einheitskaliber) und die Invincible (der erste Schlachtkreuzer) für die Royal Navy gebaut worden.
Nachdem noch 1910 die entsprechenden Verträge unterschrieben worden waren, plante der Chefkonstrukteur von Vickers einen Schlachtkreuzer, der sich in weiten Teilen an die aktuellen britischen Schlachtkreuzer der Lion-Klasse anlehnte. Ursprünglich hätten die Schiffe 30,5-cm-Geschütze (12 Zoll) erhalten sollen. Weil die Royal Navy jedoch die Lion-Klasse schon mit einem neuen 34,3-cm-Geschütz (13,5 Zoll) ausgerüstet hatte, gelang es den Konstrukteuren von Vickers, die Japaner davon zu überzeugen, das neue hauseigene 35,6-cm-Geschütz (14 Zoll) auf der Kongō-Klasse einzusetzen.
Die britische Admiralität hatte keine Möglichkeit, die Kooperation irgendwie zu beeinflussen, weil Japan und Großbritannien in dieser Zeit Verbündete waren und Vickers als private Werft an keine Beschränkungen des Marineministeriums gebunden war. Dabei war der erarbeitete Entwurf recht innovativ und in einigen Punkten der Lion-Klasse sogar überlegen. So waren z. B. die Maschinen- und Kesselräume im Schiffsbauch anders aufgeteilt, was den dritten Geschützturm etwas weiter nach achtern wandern ließ. Auf den britischen Vorbildern war der dritte Geschützturm noch zwischen dem zweiten und dritten Schornstein untergebracht und konnte deswegen nur zu den Seiten hin abgefeuert werden. Das Schussfeld des dritten Turms auf den japanischen Schlachtkreuzern hingegen war nach achtern frei von jeglichen Hindernissen. Wenig später übernahm die Royal Navy diese Veränderungen für ihren letzten vor Kriegsausbruch gebauten Schlachtkreuzer, die Tiger.
Nach einem massiven Ausbau der japanischen Werftkapazitäten und einem ausreichenden Informationstransfer seitens Vickers konnten die drei restlichen Einheiten der Klasse in Japan gebaut werden. Große Teile der Ausrüstung mussten aber weiterhin in Großbritannien bestellt und nach Japan transportiert werden.

### Erster Weltkrieg und Zwischenkriegszeit

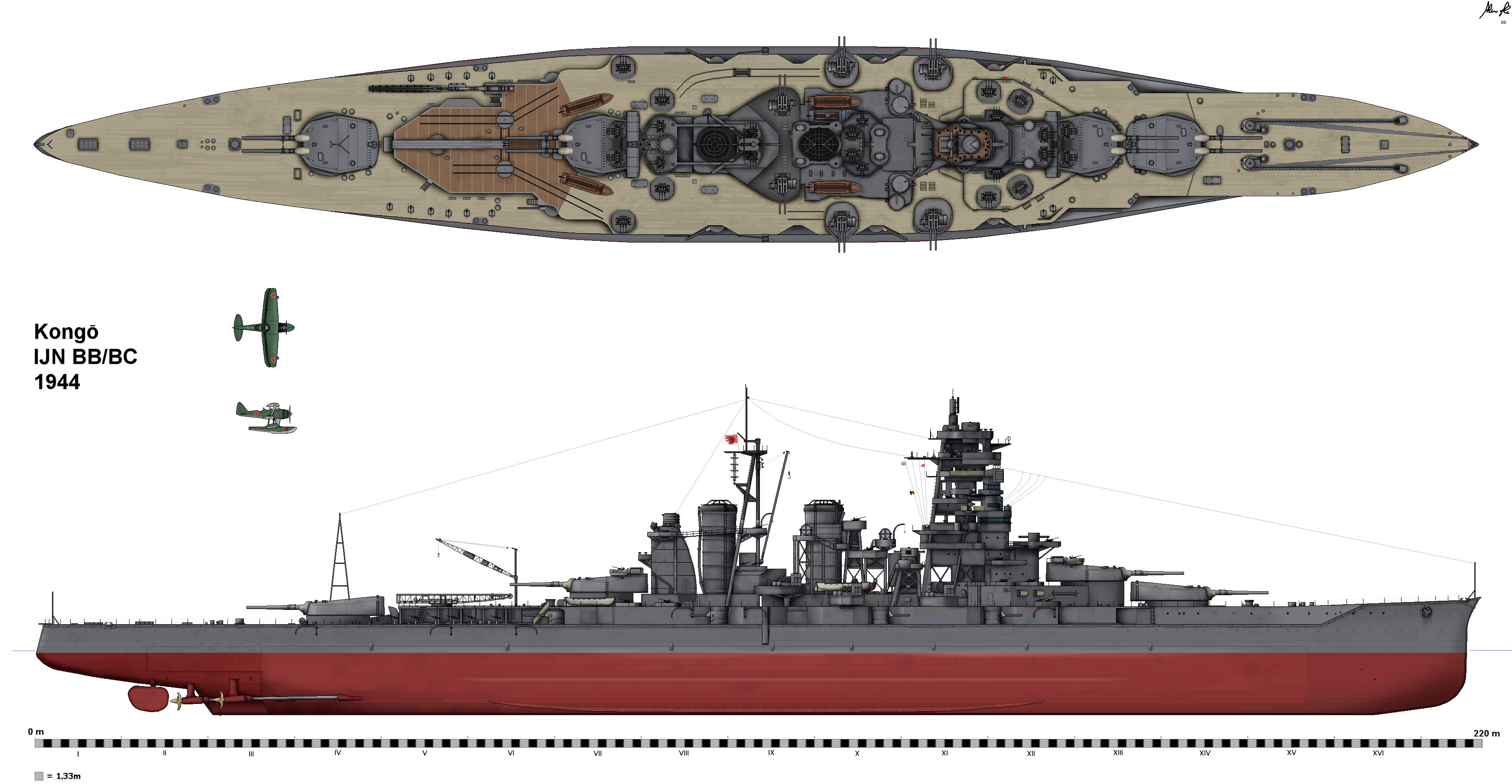
Zeichnung der Kongō, wie sie 1944 aussah

Nach ihrer Fertigstellung beteiligten sich die Schlachtkreuzer an verschiedenen Operationen gegen deutsche Kolonien im Pazifik, wobei die Haruna durch eine deutsche Mine beschädigt wurde. Die Briten fragten bei Kriegsausbruch an, ob sie die Schiffe für die Dauer des Krieges „leasen“ und gemeinsam mit ihren Schlachtkreuzern einsetzen könnten, die japanische Seite erteilte dem Verbündeten jedoch eine Absage.
Nach dem Ende des Ersten Weltkrieges begann man damit, zahlreiche Neuerungen und Erkenntnisse aus dem Einsatz der Schiffe in einem umfassenden Modernisierungsprogramm umzusetzen. Während die Hiei als Folge der Beschränkungen des Washingtoner Flottenabkommens zum Schulschiff abgerüstet wurde, erhielten die drei übrigen Schlachtkreuzer neue Antriebsanlagen, deren Kessel mit Öl anstelle von Kohle beheizt wurden, Veränderungen an der Panzerung und neuartige Feuerleitsysteme.
Um die neuen Entfernungsmesser der Feuerleitanlagen wirkungsvoll einsetzen zu können, mussten sie möglichst hoch über dem Schiff positioniert sein. Die Brückenaufbauten wurden also beträchtlich erhöht. Um das Plus an Raum effektiv zu nutzen, wurden auch verschiedene Beobachtungsinstrumente und kleinere Feuerleitsysteme in diesen Aufbau verlegt. Ein massiver, durchgängig geschlossener Brückenturm hätte eine potentiell gefährliche Schwerpunktverlagerung mit sich bringen können, deswegen verbaute man hauptsächlich offene und damit leichtere Plattformen über der Brücke selbst und integrierte den ursprünglichen Hauptmast in diese Konstruktion. Die Schiffe wurden so weniger windanfällig als mit einem blockartigen Brückenaufbau und bekamen auch ein einzigartiges Erscheinungsbild durch den neuen sogenannten Pagodenmast. Zusätzlich wurde die Klasse mit Torpedowulsten versehen. Die Japaner klassifizierten die so modifizierten Schlachtkreuzer als Schnelle Schlachtschiffe.
In den 1930er Jahren traten im pazifischen Raum immer mehr Spannungen zwischen den Vereinigten Staaten und Japan auf. Um für einen möglichen Krieg besser gerüstet zu sein, wurde eine weitere umfassende Modernisierung der vier Schiffe beschlossen. Zwischen 1934 und 1937 wurde zunächst die Haruna modernisiert, wenig später folgten in leicht abgewandelter Form Kongō und Kirishima. 1937 wurde dann auch die Hiei reaktiviert und innerhalb von drei Jahren als einsatzfähiges Kriegsschiff wiederhergestellt. Ihr Brückenaufbau wurde am stärksten verändert, weil man ihn als Prototypen für die Brückentürme der Yamato-Klasse konzipiert hatte.
Im Laufe der Überarbeitung erhielten die vier Schwesterschiffe unter anderem eine Verstärkung der Flugabwehr, auch wenn insbesondere die verbaute 2,5-cm-Flak den Ansprüchen des Krieges im Grunde nie genügen konnte. Der Rumpf wurde insgesamt von knapp 215 m auf knapp 223 m verlängert. Die so erreichte Veränderung des Länge-Breite-Verhältnisses ermöglichte in Kombination mit einer komplett neuen Maschinenanlage Geschwindigkeiten um 30 kn. Das äußere Erscheinungsbild hatte sich dadurch so weit verändert, dass die Schwesterschiffe anhand der Unterschiede an den Aufbauten generell und vor allem anhand des Brückenturmes ohne größeren Aufwand voneinander unterschieden werden konnten. Am ähnlichsten waren sich noch Kongō und Kirishima, hier waren die Unterschiede schwerer auszumachen.

### Zweiter Weltkrieg
Im Zweiten Weltkrieg wurden die Schwesterschiffe in der Regel paarweise eingesetzt. So waren Kirishima und Hiei beispielsweise indirekt in den Überfall auf Pearl Harbour im Dezember 1941 involviert, als sie die sechs Flugzeugträger des Angriffsverbandes deckten. Beim Vorstoß in den Indischen Ozean im April 1942 waren sogar alle vier Schiffe gemeinsam als Begleitverband der großen Flugzeugträger im Einsatz.
Schon im November 1942 verlor die japanische Marine Hiei und Kirishima nach schweren Beschädigungen in den Nachtgefechten bei Guadalcanal. Haruna und Kongō hingegen bekamen im Kriegsverlauf mehrfach kleine Verbesserungen und erhielten neben weiteren Flugabwehrkanonen auch Radar- und Radarwarnsysteme. Die beiden verbliebenen Schiffe nahmen im Oktober 1944 noch an der Schlacht um den Golf von Leyte und der dortigen Vernichtung eines Teils der US-amerikanischen Geleitflugzeugträger-Gruppen vor Samar teil. Die Kongo wurde im November 1944 durch ein U-Boot versenkt, während die Haruna als letzte Einheit der Klasse in den letzten Kriegstagen in Japan vor Anker liegend von amerikanischen Trägerflugzeugen zum praktischen Totalverlust bombardiert und nach dem Krieg vor Ort abgewrackt wurde.

## Schlachtkreuzer oder Schnelle Schlachtschiffe?
Ob die vier Schiffe der Kongō-Klasse nach ihrem ersten Umbau oder auch überhaupt als Schnelle Schlachtschiffe bezeichnet werden sollten, ist weiterhin umstritten. Die neue Maschinenanlage machte es trotz der erhöhten Verdrängung, die verschiedene Umbauten mit sich gebracht hatten, möglich, stellenweise über 30 kn Fahrt zu erreichen, und die Hauptbewaffnung gehörte im Zweiten Weltkrieg zwar nicht mehr zu den stärksten Geschützen auf dem pazifischen Kriegsschauplatz, war aber weiterhin wirkungsvoll und konkurrenzfähig.
Berücksichtigt werden muss jedoch auch die Panzerung der Schiffe: Sie wurde zwar während der Überarbeitungen der Klasse überarbeitet, erreichte jedoch niemals das Niveau zeitgenössischer Schlachtschiffe. Schon innerhalb der japanischen Großkampfschiffflotte bildeten sie bezüglich des Panzerschutzes das Schlusslicht. Die Schlachtschiffe der Fusō- und Ise-Klassen, die nur wenig später gebaut wurden und ebenfalls für den Zweiten Weltkrieg eine Modernisierung erhielten, hatten beide eine maximale Dicke der Gürtelpanzerung von mindestens 30 cm. Die Türme ihrer Schweren Artillerie, in denen sich die gleichen Geschütze wie auf der Kongō-Klasse befanden, waren auf der Fusō-Klasse mit 28 cm und auf der Ise-Klasse mit 25,4 cm dicken Panzerplatten geschützt. Bei beiden Klassen maß die Deckpanzerung insgesamt 15,2 cm. Die Daten der Kongō-Klasse fallen hier trotz der Überholungen mit einer Gürtelpanzerung von maximal 20,3 cm und einem 12 cm dicken Deck ab; einzig die Panzerung der Geschütztürme lag auf dem Niveau der Ise-Klasse.
Die Schiffe der Kongō-Klasse erfüllten also bezüglich der Höchstgeschwindigkeit und der Bewaffnung ohne weiteres die Anforderungen, um als Schnelle Schlachtschiffe eingeordnet zu werden. Für ein Schlachtschiff zu schwach war aber der Panzerschutz der Schiffe. Demonstriert werden kann dies am Verlust der Hiei. Sie fiel nicht dem schweren Feuer feindlicher Schlachtschiffe zum Opfer, vielmehr wurde ihr unter anderem ein (verglichen mit der Feuerkraft von Schlachtschiffen) leichter 20,3-cm-Treffer eines amerikanischen Schweren Kreuzers zum Verhängnis, der ihre Manövrierfähigkeit stark einschränkte.

## Einheiten
| Name             | Bauwerft                   | Kiellegung       | Stapellauf        | Indienststellung | Verbleib                                                                                                 |
| ---------------- | -------------------------- | ---------------- | ----------------- | ---------------- | --- |
| Kongō (金剛)     | Vickers, Barrow-in-Furness | 17. Januar 1911  | 18. Mai 1912      | 16. August 1913  | versenkt am 21. November 1944 durch das US-amerik. U-Boot Sealion, in der Formosastraße                  |
| Hiei (比叡)      | Marinewerft Yokosuka       | 4. November 1911 | 21. November 1912 | 4. August 1914   | gesunken am 13./14. November 1942 während der Seeschlacht von Guadalcanal nördlich der Insel Guadalcanal |
| Kirishima (霧島) | Mitsubishi, Nagasaki       | 17. März 1912    | 1. Dezember 1913  | 19. April 1915   | versenkt am 15. November 1942 während der Seeschlacht von Guadalcanal nördlich der Insel Guadalcanal     |
| Haruna (榛名)    | Kawasaki, Kōbe             | 16. März 1912    | 14. Dezember 1913 | 19. April 1915   | versenkt am 24. Juli 1945 nach Luftangriffen in Kure                                                     |

## Besatzung
Die Besatzung hatte bei Indienststellung eine Stärke von 1.221 Offizieren, Unteroffizieren und Mannschaften. Diese Stärke verringerte sich nach der 1. Modernisierung auf 1.118 Mann und stieg nach der 2. Modernisierung auf 1.437 Mann. Üblicherweise befehligte ein Stabsoffizier im Rang eines Kaigun-taisa (Kapitän zur See) ein Schiff der Klasse.